# Takeshi Kusao
Takeshi Kusao (草尾 毅?, Kusao Takeshi; Tokorozawa, 20 novembre 1965) è un doppiatore giapponese. Attualmente lavora per Aoni Production.
È conosciuto per aver doppiato numerosi personaggi tra cui Trunks (Dragon Ball Z, Dragon Ball GT e Dragon Ball Super), Hanamichi Sakuragi (Slam Dunk) e Dororo (Keroro).

## Doppiaggio

### Serie d'animazione
- I Cavalieri dello zodiaco (Capricorn (2002-2006))
- Code Geass: Lelouch of the Rebellion (Mao)
- Darker than Black (Zhijun Wei)
- Detective Conan (Tooru Amuro/Barbon (ep.1150 in poi))
- Digimon Adventure 02 (Revolmon)
- D•N•Angel (Krad)
- Dragon Ball Z, Dragon Ball GT, Dragon Ball Kai, Dragon Ball Super e Dragon Ball Daima (Trunks)
- Dragon Ball Super (Lavenda, Narirama, vuon)
- Gegege no Kitaro (Makoto Washio)
- Guilty Gear -STRIVE-: Dual Rulers (Ky Kiske)
- Gundam Wing (Müller)
- Le situazioni di Lui & Lei (Hiroyuki Miyazawa)
- Holly e Benji (Dias)
- I cinque Samurai (Ryo Sanada)
- InuYasha (Bankotsu, Jura)
- Kidō Shinsengumi Moeyo Ken (Tanaka Ukon)
- Beyblade (Busujima)
- Naruto (Gouzu)
- Naruto Shippuden (Shiranami)
- NG Knight Lamune & 40 (Lamune)
- One Piece (Gol D. Roger da giovane, Hagwor D. Sauro e Kohza)
- Record of Lodoss War (Parn)
- Ring ni kakero (Katori Ishimatsu)
- La rivoluzione di Utena (Kyōichi Saionji)
- Samurai 7 (Hyougo)
- Saiyuki, Saiyuki Reload e Saiyuki Reload Gunlock (Kougaiji)
- Keroro (Dororo, Zero bambino, Dokuku, Torimakian, QQian)
- Slam Dunk (Hanamichi Sakuragi)
- SoltyRei (Will)
- Sumomomo Momomo (Tenka Koganei)
- Spiral: Suiri no kizuna (Kosuke Asazuki)
- Tales of Phantasia (Cless Alvein (Cress Albane))
- Video Girl Ai (Yota Moteuchi)
- Yes! Pretty Cure 5 e Yes! Pretty Cure 5 GoGo! (Coco/Koji Kokoda)
- Ys (Adol Christin)
- Black Clover (Radols)

### OAV
- Dogs (Magato)
- Guyver (Sho Fukamachi/Guyver)
- Ranma ½ (Shinnosuke)
- Casshan: Robot Hunter (OAV) (Tetsuya Azuma/Kyashan)

### Film d'animazione
- Akira (Kai) (debutto)
- Dragon Ball Z - La storia di Trunks (Trunks)
- Pretty Cure Max Heart 2 - Amici per sempre (Freezen)
- Yes! Pretty Cure 5 - Le Pretty Cure nel Regno degli Specchi (Coco/Koji Kokoda)
- Yes! Pretty Cure 5 GoGo! - Buon compleanno carissima Nozomi (Coco/Koji Kokoda)
- Eiga Pretty Cure All Stars DX - Minna tomodachi Kiseki no zenin daishūgō! (Coco/Koji Kokoda)
- Eiga Pretty Cure All Stars DX 2 - Kibō no hikari Rainbow Jewel wo mamore! (Coco/Koji Kokoda)
- Eiga Pretty Cure All Stars DX 3 - Mirai ni todoke! Sekai wo tsunagu Niji-iro no hana (Coco/Koji Kokoda; Freezen)

### Videogiochi
- Dragon Ball Z: Super Butoden (Trunks)
- SegaSonic the Hedgehog (Sonic the Hedgehog)
- Dragon Ball Z: La Légende Saien (Trunks)
- Dragon Ball Z 2: Super Battle (Trunks)
- Dragon Ball Z: Ultimate Battle 22 (Trunks, Trunks (bambino), Gotenks)
- Tales of Phantasia (Cress Albane)
- Dragon Ball Z: Hyper Dimension (Gotenks)
- Dragon Ball: Final Bout (Trunks)
- Guilty Gear (Ky Kiske)
- Mega Man Legends 2 (Bola, Bidbot)
- Guilty Gear X (Ky Kiske)
- Sly Raccoon (Sly Cooper)
- Guilty Gear X2 (Ky Kiske, Robo-Ky)
- Guilty Gear Isuka (Ky Kiske)
- Samurai Warriors (Sanada Yukimura)
- Advance Guardian Heroes (Dylan)
- Blood Will Tell: Tezuka Osamu's Dororo (Tahoumaru)
- Sly 2: La banda dei ladri (Sly Cooper)
- Sly 3: L'onore dei ladri (Sly Cooper)
- Battle Stadium D.O.N (Trunks)
- Guilty Gear: Dust Strikers (Ky Kiske)
- Guilty Gear Judgment (Ky Kiske)
- Guilty Gear 2: Overture (Ky Kiske)
- Waku Waku Sonic Patrol Car, SegaSonic Cosmo Fighter Galaxy Patrol e SegaSonic the Hedgehog (Sonic the Hedgehog)
- Tales of Phantasia (Cless Alvein (Cress Albane))
- Keroro RPG: Kishi to Musha to Densetsu no Kaizoku (Dororo)
- Play Station All-Stars Battle Royale (Sly Cooper)
- Guilty Gear Xrd -SIGN- (Ky Kiske)
- Guilty Gear Xrd -REVELATOR- (Ky Kiske)
- Tales of the Rays (Cress Albane, Ky Kiske)
- Another Eden: The Cat Beyond Time and Space (Cress Albane)
- Super Smash Bros. Ultimate (Solo)
- Jump Force (Trunks)
- Tales of Crestoria (Cress Albane)
- Guilty Gear -STRIVE- (Ky Kiske)
- Dragon Quest Monsters: Il Principe oscuro (Solo)
- Dragon Ball: Sparking! Zero (Trunks)

## Doppiatori italiani
- Antonio Ballerio in I Cavalieri dello zodiaco
- Lorenzo Scattorin in Keroro
- Diego Sabre in Slam Dunk (Hanamichi Sakuragi)
- Marco Balzarotti in La rivoluzione di Utena
- Sandro Acerbo in Utena la fillette révolutionnaire - The Movie: Apocalisse adolescenziale
- Monica Bonetto in Dragon Ball Z e Dragon Ball Super (Trunks e Gotenks bambino prima voce)
- Patrizia Scianca in Dragon Ball Z (OAV (Gotenks))
- Massimiliano Alto in Dragon Ball Z - La storia di Trunks (Trunks del futuro)
- Simone D'Andrea in Dragon Ball Z, Dragon Ball GT e Dragon Ball Super (Trunks del futuro e Trunks GT)
- Patrizia Mottola in Dragon Ball Super (Trunks bambino seconda voce)
- Jacopo Calatroni in Dragon Ball Super (Gotenks seconda voce)
- Leonardo Graziano in Yes! Pretty Cure 5, Yes! Pretty Cure 5 - Le Pretty Cure nel Regno degli Specchi, Yes! Pretty Cure 5 GoGo!, Yes! Pretty Cure 5 GoGo! - Buon compleanno carissima Nozomi